# Präbichl
Le Präbichl est un col situé à 1 226 mètres d'altitude, près de Vordernberg, dans le nord du Land de Styrie en Autriche. Il relie les vallées Erzbachtal et Vordernbergertal.
Le Präbichl est connu pour l'exécution de près de 200 Juifs d'origine hongroise lors d'une marche de la mort en 1945. Un monument commémoratif de cet événement a été installé au niveau du col.
Präbichl est également utilisé depuis près d'un siècle pour la pratique des sports d'hiver.  Une station de ski de taille moyenne y a été créée, la première remontée mécanique y ayant été construite en 1948.
Le domaine skiable est divisé en deux versants situés de part et d'autre du col. Le télésiège 4 places Grübl-Quattro dessert un versant particulièrement adapté aux skieurs de niveau débutant, tandis que le télésiège 4 places débrayable Polster-Quattro dessert la majorité du versant situé sur les pentes du mont Polster (1 911 m), qui offre une dénivelé nettement supérieure.
Ce dernier versant offre peu de variété au niveau des pistes balisées, son attrait principal est surtout qu'il permet l'accès à l'un des très rares domaines de ski hors-pistes situés autant à l'est des Alpes. L'antique télésiège 1 place Polster Classic permet d'accéder lentement à un terrain très difficile techniquement, deux pistes noires - le terme d'itinéraire conviendrait sans doute mieux - permettant une redescente, en partie au-dessus de la zone boisée, en partie dans la forêt même.
Du sommet du mont Polster, une vue imprenable est permise sur les impressionnantes mines de fer de l'Erzberg.
La station est membre des regroupements de stations de ski Steiermark Joker et Murtaler Skiberge.